# Magnavox Odyssey
Magnavox Odyssey es la primera videoconsola de la historia. Desarrollada por Ralph Baer (apodado «el padre de los videojuegos»), fue comercializada por la filial de Philips en Estados Unidos y lanzada en las tiendas estadounidenses en septiembre de 1972, convirtiéndose en un éxito de ventas en muy poco tiempo. Fue descontinuada tres años más tarde, a mediados de 1975. En México fue lanzada oficialmente como Magnavox Odisea en octubre de 1972. Algunas versiones clónicas de la consola llegaron a otros países hispanohablantes como Overkal a España en 1974 o Telemach, de Panoramic, a Argentina.

## Prototipo "Brown Box"

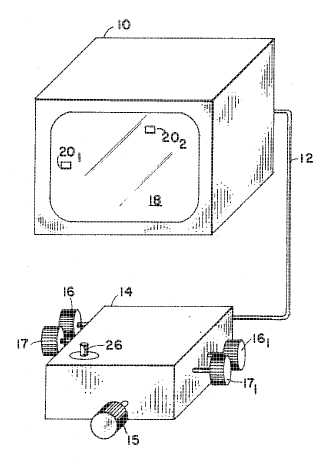
Patente de la Magnavox Odyssey

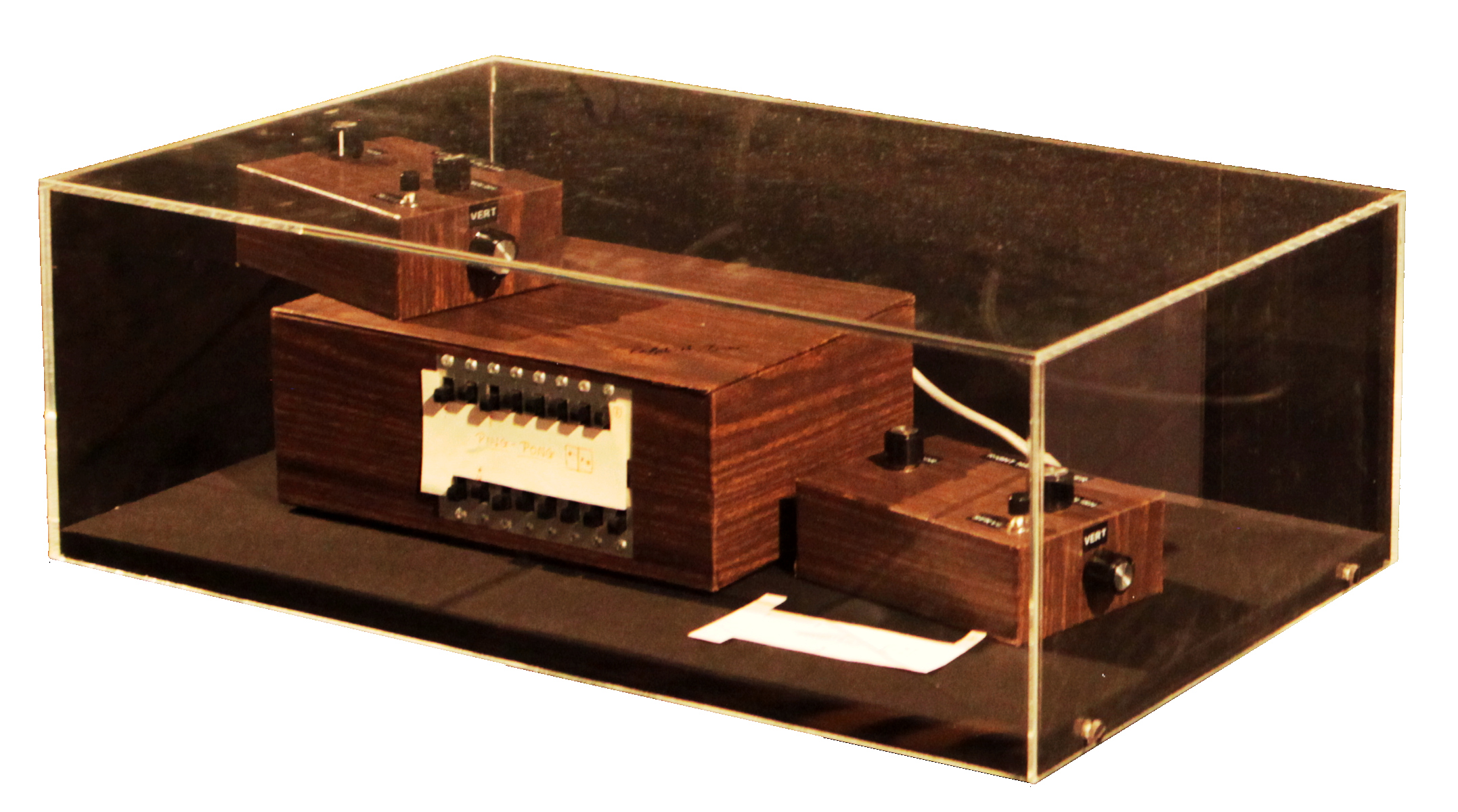
"Brown Box".

El prototipo de esta consola, desarrollado en 1968, es conocido como "Brown Box" (Caja Marrón) entre los coleccionistas de videojuegos.
En el año 1951, un ingeniero estadounidense llamado Ralph Baer trabajaba en Loral, una empresa dedicada a fabricar equipo electrónico militar de alta tecnología para aviones. En ese año le encargaron el objetivo de “construir la mejor televisión del mundo”, y él sugirió que esta televisión “perfecta” debía tener algún tipo de juego interactivo, como un elemento más para diferenciarse del resto de televisiones. Aunque su sugerencia no fue tenida en cuenta inicialmente, en 1966 Baer consiguió por fin llamar la atención de Sanders Associates, el contratista de Defensa para el que Baer trabajaba, sobre su idea de crear juegos interactivos en pantallas. 
Baer consiguió que le asignaran a un ayudante, Bob Tremblay, y le permitieran utilizar una sala vacía y material de la empresa. En tan sólo un año ya tenía preparado un primer prototipo que llamó “TV Game #1”, que sin ser aún jugable le permitió obtener los fondos necesarios y la ayuda de otro ingeniero más, Bill Harrison. Junto con la ayuda puntual de otro ingeniero llamado Bill Rusch, trabajaron en el primer prototipo de consola de Baer y en varios juegos interactivos: un juego en el que dos cuadrados blancos se perseguían el uno al otro sobre un fondo negro, un juego de tenis e incluso una pistola de juguete modificada y que podía reconocer manchas en la pantalla.
Con la dirección de Sanders convencida de la viabilidad del proyecto, más fondos y más ayuda, Baer y su equipo lograron en enero de 1969 presentar su séptimo prototipo al que llamaron “la Caja Marrón (Brown Box)”, debido a la cubierta de madera que tenía la circuitería y los mandos de los jugadores.
Comenzaron entonces a mostrar este prototipo a diferentes fabricantes de TV, y aunque RCA se interesó en un primer momento finalmente no se llegó a ningún acuerdo. No fue hasta enero de 1971 cuando Baer y sus socios consiguieron firmar un contrato con Magnavox.

## Comercialización y recepción
La Magnavox Odyssey fue el primer sistema casero de videojuegos. El 27 de enero de 1972, Magnavox comenzó la producción de la máquina, y el sistema fue lanzado en mayo.
Magnavox se hizo cargo del diseño final de la consola, y modificó los juegos añadiendo algunos más con el permiso y el soporte de Baer y su equipo. Se trataba de un aparato compuesto de 40 transistores y 40 diodos, capaz de generar señales simples en una pantalla de televisión. Los jugadores debían llevar la cuenta de la partida escribiéndola en un papel, pues la máquina no era capaz de llevar el tanteo. Al año siguiente, en 1973, se realizaría el lanzamiento en Europa.
El lanzamiento de la Odyssey generó en todo el mundo un caso severo de la “locura de Pong”, y compañías por todo el mundo comenzaron a desarrollar sus propias máquinas. Ralph Baer protestó enérgicamente cuando se enteró de los planes de Magnavox de vender la consola únicamente a través de las tiendas de su propia cadena, y no a través de los distribuidores principales. Esto hizo pensar a muchos potenciales compradores que solo funcionaba con televisiones Magnavox, cosa que no era cierta, pero la empresa se encargó de no confirmar ni desmentir esta idea, utilizándola para vender la consola a precio rebajado si se compraba junto con una televisión de su marca. 
A esta práctica poco ética se unieron varios elementos más que provocaron la ira de Baer; por un lado, en el pack de venta, además del aparato, se encontraban láminas transparentes que se adaptaban a la pantalla del televisor para simular gráficos complejos, dos controladores, seis tarjetas de juegos, dinero de mentira, una baraja de cartas de juego, una ruleta, una lámina que simulaba un campo de fútbol, una libreta de anotación de puntos y un vaso con dos dados de póker. Por otra parte, la consola se encareció hasta costar unos considerables 100 dólares estadounidenses de la época, sin contar el rifle que se vendía como un accesorio adicional al pack básico.

### Clones

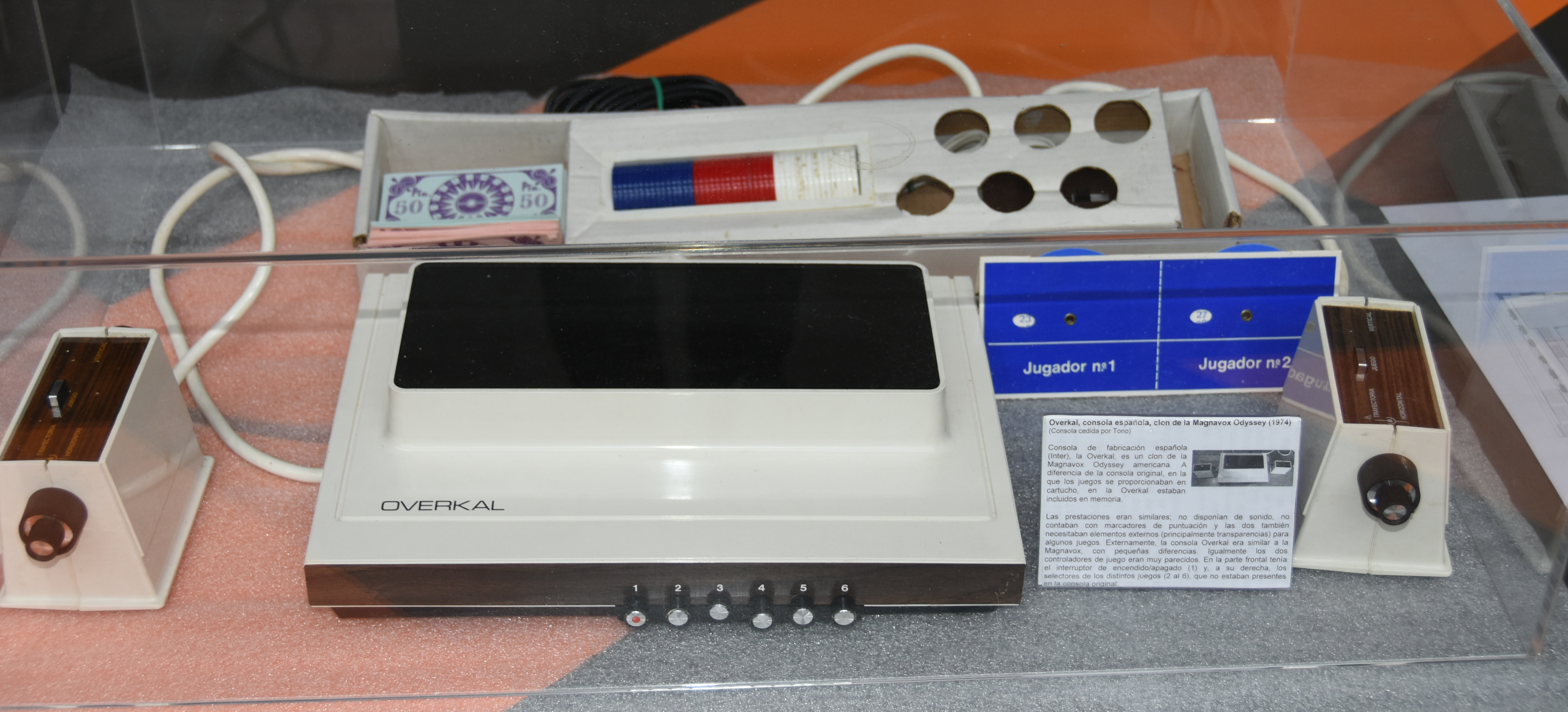
Videoconsola Overkal (1974), fabricada por Inter Electrónica, clon de la consola Magnavox Odyssey. Probablemente la primera consola europea.

Odyssey tuvo clones, siendo la primera de ellas fabricada en España. En septiembre de 1972, Felipe Mor Pérez, jefe de investigación y desarrollo de la fabricante española de radios y televisores Inter Electrónica, conoce la Magnavox Odyssey. Durante 1972 y 1973, Felipe realiza un estudio de la consola y hace una serie de modificaciones a la Odyssey para que los juegos puedan ser seleccionables desde la consola, desarrollando un prototipo casero. Esta consola, bautizada como Overkal, fue comercializada en 1974 por Inter Electrónica, aunque omitieron su marca de manera deliberada. El sistema tenía un enorme parecido a Odyssey, contando con 8 juegos prácticamente idénticos. La Overkal es considerada como la primera consola fabricada fuera de Estados Unidos y la primera pirata de la historia. Otros clones destacables son la Videojuel (1975) y la Telematch de Panoramic (1976), ambas producidas en Argentina, y la Kanal 34 (1976) de Suecia. 
A pesar de todo las ventas fueron un éxito, y se vendieron solo en el primer año de su lanzamiento alrededor de 100,000 unidades, con ese precio de $100 por unidad.

## Características

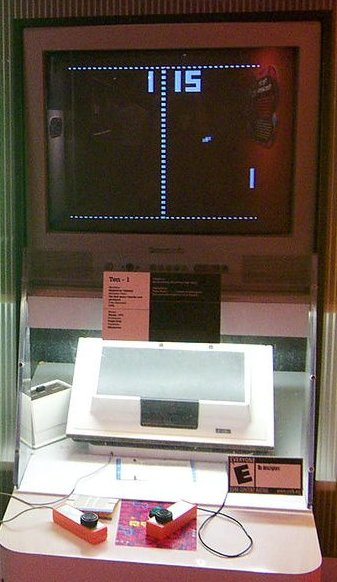
Magnavox Odyssey.

- Sus juegos (veintiocho títulos diferentes en total) eran de una sencillez extrema: ping-pong, “tenis de mesa”, voleibol

- Dado su reducido hardware, carecían de sonido y los jugadores debían memorizar sus puntuaciones.
- En ocasiones eran necesarios algunos dispositivos adicionales para poder ejecutar determinados videojuegos de la plataforma.
- No contenía ninguna unidad central de procesamiento o memoria de acceso aleatorio. La máquina se componía de transistores, resistencias y condensadores.
- La Odyssey utilizaba una serie de tarjetas intercambiables para activar los diferentes juegos, resultado de conectar o no diferentes circuitos internos. Traía de origen seis tarjetas y un manual de usuario de 36 páginas para los doce juegos ofrecidos por el sistema.